# Enerpeixe
A Enerpeixe S.A. é uma concessionária de serviços públicos de energia elétrica, visando a exploração do potencial hidráulico no Rio Tocantins, com potência instalada de 452 MW, caracterizado como de interesse e utilidade pública de relevância nacional.
A Energias do Brasil em parceria com Furnas Centrais Elétricas, constituiu a Enerpeixe com o objetivo de construir e operar a usina de Peixe Angical, localizada no Rio de Tocantins cujo empreendimento de mais de 1,6 bilhão de reais, foi financiado pelo BNDES e um consórcio de bancos.
A Enerpeixe S.A. é constituída pelos acionistas, EDP Energias do Brasil S.A., de capital particular com 60% das ações, e Furnas Centrais Elétricas S.A., de capital estatal com 40% das ações.

## Histórico
1964
- Realizados os primeiros estudos sobre o aproveitamento hidrelétrico do rio Tocantins;

1972
- Realizado inventário por meio de estudos sistemáticos da bacia do Rio Tocantins pela Eletrobrás;

1980
- Realizados estudos de atualização responsabilidade de Furnas Centrais Elétricas S.A.;

1999
- FURNAS, ENGEVIX, e CELTINS - GRUPO REDE/EDP - Electricidade de Portugal realizam avaliações para o aproveitamento hidrelétrico do rio Tocantins;

2000
- O EIA/RIMA e o pedido de Licença Prévia do Aproveitamento Hidrelétrico Peixe Angical, são entregues ao Instituto Natureza do Tocantins – NATURATINS, em 20.12.2000. Os estudos de viabilidade do AHE Peixe Angical são aprovados pela ANEEL com o Despacho nº.158, de 29 de novembro de 2000 e publicado no Diário Oficial da União, em 30 de março de 2001;

2001
- Realizadas audiências públicas em Peixe-TO (15.02) e Paranã-TO (16.02) para apresentação do empreendimento e o RIMA às comunidades. Em 28 de junho foi outorgada pela União à Enerpeixe S.A., empresa vencedora do leilão nº01/2001 da Aneel, a concessão para exploração do aproveitamento, que passou a ser denominado Aproveitamento Hidrelétrico Peixe Angical;
- Em maio é criada a Enerpeixe S.A., constituída pela EDP - Electricidade de Portugal com 95% e pelo Grupo Rede com 5%.
- Em junho a Enerpeixe S.A. venceu o leilão nº 01/2001 da ANEEL para a exploração de energia hidrelétrica no trecho do rio Tocantins, entre os municípios de Peixe e São Salvador empreendimento denominado Aproveitamento Hidrelétrico Peixe Angical.

2002
- Em 22 de março o NATURATINS emitiu autorização para a Instalação do Canteiro de Obras. Também foi emitida pelo mesmo órgão a "autorização de desmatamento da Área de Preservação Permanente" destinada às principais estruturas do Canteiro de Obras. Em 5 de abril foi emitida pelo Instituto Brasileiro do Meio Ambiente e dos Recursos Naturais Renováveis – IBAMA, a Licença de Instalação, Captura/Coleta e Transporte de Animais Silvestres, fase de desmatamento do canteiro.

2003
- Em outubro a construção volta ao seu ritmo normal com uma nova composição acionária: Grupo EDP – Electricidade de Portugal, a estatal Furnas Centrais Elétricas S.A., com respectivamente 60% e 40% de participação. O financiamento foi do Banco Nacional de Desenvolvimento Econômico e Social - BNDES e um grupo de bancos privados.

2004
- Em abril a EDP - Electricidade de Portugal assumiu uma nova marca no Brasil, Energias do Brasil;
- Uma Linha de Transmissão de 500kV com 92 km de extensão, conectando-a a subestação de Furnas em Gurupi (TO) começou a ser construída;
- Dia 28 de abril ocorreu o desvio de 2ª fase do rio;
- Em 15 de setembro ocorreu a descida do Rotor ao poço da Unidade Gerador nº 1.

2006
- Em 13 de janeiro foi obtida a Licença de Operação e no dia 14 iníciou o enchimento do reservatório;
- Dia 14 de janeiro iniciaram as atividades da equipe de operação e manutenção de Furnas na UHE Peixe Angical;
- Em 1 de abril foi atingido o nível operacional mínimo de 261,00 m (80,8%);
- No dia 14 de abril a Linha de Transmissão Peixe - Gurupi (LIPXGU), foi energizada através da SE de Gurupi;
- Em 22 de abril ocorreu a conclusão do enchimento do reservatório;
- Em 27 de abril é iniciado experimentalmente a utilização do aplicativo: Sistema de Acompanhamento da Operação Hidráulica (SAOH) na UHE Peixe Angical;
- Em 27 de junho iniciou a operação comercial da Unidade Geradora nº 1;
- Dia 21 de julho a Unidade Geradora nº. 2 foi sincronizada ao Sistema Elétrico pela primeira vez;
- Em 29 de julho dar início a operação comercial da Unidade Geradora nº. 2;
- Em 16 de setembro iniciou a operação comercial da Unidade Geradora nº. 3.